# Universidade Yale
A Universidade Yale é uma instituição de ensino superior privada americana, situada em New Haven, Connecticut. Fundada em 1701 sob o nome de Collegiate School, é a terceira mais antiga instituição de ensino superior dos Estados Unidos. 
Formou vários ganhadores de Prêmio Nobel, juízes da Suprema Corte e Presidentes dos Estados Unidos, incluindo William Howard Taft, Gerald Ford, George H. W. Bush, Bill Clinton e George W. Bush.

## Visão geral
As posses de Yale, que incluem 27,2 bilhões de dólares de fundos (o segundo maior entre todas as instituições acadêmicas) e mais de uma dúzia de bibliotecas que contêm 11 milhões de volumes escritos, suportam uma capacidade 5 200 estudantes a completar a licenciatura e 6 000 o mestrado. Das 70 licenciaturas oferecidas por Yale todas são orientadas de modo liberal e poucas são as de natureza pré-profissional (até os departamentos de engenharia encorajam e requerem que os alunos explorem disciplinas académicas fora das engenharias). 20 por cento em Yale licencia-se em ciências, 35 em ciências sociais e 50 em artes e humanidades. Todos os professores mais experientes ensinam a licenciantes e mais de 75% dos 2 000 cursos disponíveis a estes captam menos de 20 alunos.
A universidade disponibiliza cursos considerados distintos, como sobre clássicos escritos, teatro, arte, arquitetura, história, medicina e direito. No total, Yale tem mais de 3 200 profissionais empregados, entre os quais os com a designação de Sterling Professor são considerados de estatuto superior.
O sistema dos edifícios residenciais de Yale, baseado nos da Universidade de Oxford e da Universidade de Cambridge, é único entre as universidades dos Estados Unidos. Cada um dos 14 colégios residenciais (residential colleges) abriga um grupo representativo do corpo estudantil e dispõe de várias instalações técnicas, seminários acadêmicos, bem como um Head of College e um Dean, professores que moram nos colégios residenciais (residential colleges) com suas famílias e são responsáveis pelas atividades sociais do college e acompanhamento acadêmico de seus alunos. Até 2017, Yale tinha 12 colégios residenciais.
Personalidades proeminentes em ramos diferentes foram servidas pela Universidade Yale, o número de presidentes dos Estados Unidos formados nesta universidade é maior do que em qualquer outra universidade e começando pelo fundador do Peace Corps, Robert Shrivers, pelo menos um licenciado foi nomeado presidente ou vice-presidente democrata ou republicano entre 1972 e 2004; Seis ganharam o Prémio Nobel desde 1994; De acordo com a revista Fortune, Yale formou o maior número CEOs Fortune 500 que qualquer outro colégio e vários atores como Paul Newman, Meryl Streep, Jodie Foster e Edward Norton também vieram de Yale. O neurocirurgião Ben Carson (mundialmente conhecido por separar gêmeos ligados pela cabeça sem problemas) também estudou em Yale.
Yale é bastante seletiva nos estudantes que aceita. Em 2018, Yale admitiu 6.31% de um total de mais de 30 mil candidatos para graduação e aproximadamente três quartos escolhe matricular-se todo ano. A taxa de admissão baixa é ainda mais surpreendente dado o aumento no número de vagas em 2017 após a abertura de dois novos Residential Colleges, que abrigam alunos de graduação. A Escola de Direito, considerada pós-graduação nos Estados Unidos, escolhe menos de 10% dos seus quase 3 000 inscritos (o mais exigente do país). Hillary e Bill Clinton se conheceram estudando na Escola de Direito de Yale.
Em 2025, a universidade foi declarada uma organização indesejável na Rússia.

## Esportes

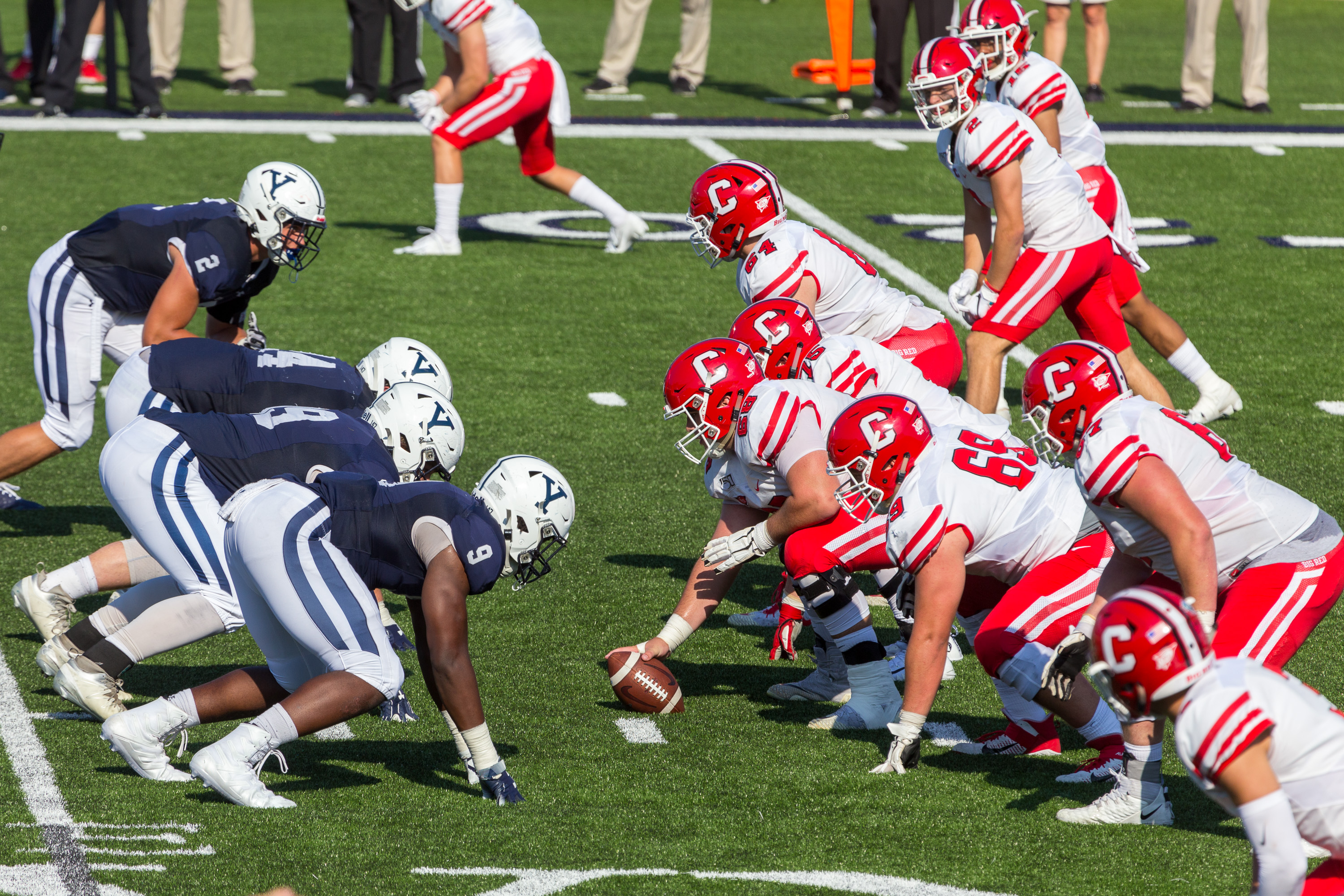
Partida entre Yale Bulldogs e o Cornell Big Red em 2009.

O Yale Bulldogs representa a universidade em 35 na conferência Ivy League da Divisão I da NCAA, o time de futebol americano joga desde 1876 e manda seus jogos no Yale Bowl, inaugurado em 1914. Walter Camp, considerado o pai do futebol americano, jogou por Yale como jogador e treinador.
A rivalidade entre Yale (Bulldogs) e Harvard (Crimson) é longa e bem documentada; de longe a mais antiga e intensa na Liga Ivy (Ivy League); de sucesso acadêmico até canoagem e futebol americano, a sua histórica competição é semelhante a entre Oxford e Cambridge. Outras universidades ligadas a Yale incluem Universidade Princeton (Tigers), a Universidade Stanford (Cardinal) e o Massachusetts Institute of Technology (Engineers), MIT em inglês.